# Balthamel
Balthamel är en karaktär i Robert Jordans fantasybokserie Sagan om Drakens återkomst. Han är en av de Förlorade, eller Utvalda som de kallar sig själva, det vill säga en bland de 13 av de mäktigaste Aes Sedaierna som under Sagans Ålder gick över till den Svarte.
Under Sagans Ålder hette han Eval Ramman och var en erkänd historiker specialiserad på försvunna civilisationer. På grund av ett mycket dåligt temperament och uppförande hade han tvingats svära en ed på att inte använda Kraften för våldsamma handlingar. Han var känd för att umgås med brottsligar och för sina många kvinnohistorier och detta gjorde att han aldrig fick några högre poster i samhället eller vid sitt universitet.
Balthamel gick över till Skuggan för att slippa undan sina påtvingade eder och för att vinna evigt liv. Han assisterade Aginor i dennes hantering av trollockerna men höll sig i övrigt mycket stilla fram till dess att han fångades i den Svartes fängelse av Lews Therin Telamon. Tillsammans med Aginor fångades han nära öppningen och hans kropp åldrades medan själen bevarades.
När förseglingarna försvagades var Balthamel den förste, tillsammans med Aginor, att fly ur fängelset. Tillsammans begav de sig till Världens Öga där de dödade den Gröne Mannen, Someshta. Balthamel dog själv i kampen.
Balthamel tros allmänt ha återfötts som Aran'gar, en oerhört vacker kvinna. Han kan dock fortfarande bruka saidin, inte saidar, och detta gjorde honom ideal för att infiltrera Aes Sedaierna. Som Halima Saranov levde han tillsammans med Tornet i Exil som Delana Sedais sekreterare, senare lyckades han dock skaffa sig en position som Egwene al'Veres personliga tjänarinna. Tornet avslöjade dock att Halima varit involverad i morden på flera Aes Sedaier, dock inte förrän sedan Halima och Delana lyckats lämna lägret.